# Mads Sjøgård Pettersen
Mads Sjøgård Pettersen, es un actor conocido por su interpretación como Fredrik Kayser en la miniserie Kampen om tungtvannet y actualmente por dar vida a Håvard Bakkeli en la serie Nobel.

## Biografía
Mads habla con fluidez noruego, inglés y alemán.

## Carrera
En el 2009 dio vida a Thomas en la película Nord (en inglés: North).
En 2012 se unió a la miniserie Erobreren donde interpretó a Axel de joven, el actor Per Kjerstad interpretó a Axel de grande.
En el 2015 se unió al elenco principal de la miniserie Kampen om tungtvannet (en inglés: "The Heavy Water War") donde dio vida a Fredrik Kayser, un miembro de la resistencia. La miniserie cuenta la historia real de los actos de sabotaje contra la planta de producción de agua pesada de la compañía "Norsk Hydro" en Rjukan en el centro de Noruega durante la Segunda Guerra Mundial. En la miniserie compartió créditos con los actores Tobias Santelmann, Torstein Bjørklund, Christian Rubeck, Eirik Evjen, Benjamin Helstad, Espen Klouman Høiner y Christoph Bach.
En el 2016 se unió al elenco principal de la serie Nobel donde interpreta al soldado Håvard Bakkeli, uno de los miembros de la unidad de Comando Especial de las Fuerzas Armadas de Noruega, "FSK".
En 2017 tuvo el papel de Per en la película La leyenda del gigante de la montaña.

## Filmografía[1]

### Series de televisión
| Año        | Título                | Personaje       | Notas                           |
| ---------- | --------------------- | --------------- | ------------------------------- |
| 2018       | Lykkeland             | Martin Lekanger | 8 episodios                     |
| 2016       | Nobel                 | Håvard Bakkeli  | 8 episodios                     |
| 2015       | Kampen om tungtvannet | Fredrik Kayser  | 6 episodios - miniserie         |
| 2013       | Hjem                  | BP              | 5 episodios                     |
| 2011, 2013 | Dag                   | To Tom Fire     | 4 episodios                     |
| 2012       | Erobreren             | Axel            | 3 episodios - miniserie         |
| 2012       | Lilyhammer            | Sverre Falck    | episodio "Pack Your Lederhosen" |

### Películas
| Año  | Título                               | Personaje       | Notas |
| ---- | ------------------------------------ | --------------- | --- |
| 2022 | Trol                                 | Kristoffer Holm | |
| 2017 | La leyenda del gigante de la montaña | Per             | Junto a Allan Hyde, Thorbjørn Harr y Synnøve Macody Lund                                                       |
| 2016 | Cave                                 | Adrian          | junto a Heidi Toini, Benjamin Helstad y Ingar Helge Gimle                                                      |
| 2013 | Victoria                             | Ditlef          | junto a Iben Akerlie, Jakob Oftebro, Bill Skarsgård, Fridtjov Såheim y Torstein Bjørklund                      |
| 2009 | Nord                                 | Thomas          | junto a Anders Baasmo Christiansen, Kyrre Hellum, Marte Aunemo y Astrid Solhaug                                |
| 2008 | Fritt vilt II                        | Johan           | junto a Ingrid Bolsø Berdal, Marthe Snorresdotter Rovik, Fridtjov Såheim, Rolf Kristian Larsen y Robert Follin |

### Teatro
| Año | Obra                       | Personaje   | Director (a)    | Teatro                  | Notas |
| --- | -------------------------- | ----------- | --------------- | ----------------------- | ----- |
| -   | På Bunnen                  | Vaska Pepel | Osk. Korsunovas | Nationaltheatret        | -     |
| -   | En Himmel Full Av Stjerner | Tor Arne    | I. Tindberg     | Oslo Nye Centralteatret | -     |
| -   | Intemperance               | Kyrre       | Gemma Bodinetz  | Everyman Theatre        | -     |

## Premios y nominaciones
| Año  | Categoría             | Premio       | Películas | Resultado |
| ---- | --------------------- | ------------ | --------- | --------- |
| 2009 | Best Supporting Actor | Amanda Award | Nord      | Ganó      |